# 本多忠順
本多 忠順（ほんだ ただより、明和8年8月21日（1771年9月29日） - 文政7年8月20日（1824年9月12日））は江戸時代の武士。泉藩主本多忠籌の5男。

## 来歴
母は側室家臣・松浦伊右衛門の娘。星野家の養子となる。
寛政元年（1789年）老中となり星野姓から本多姓に復して家臣となり、代々家老上席職となる。
側室は小牧氏二女・直子。子に、長男・忠貞、次男・彦四郎、三男・亮太郎、四男・章らがいる。
文政7年（1824年）8月20日卒去。子孫に本多忠綱氏。